# Hexatoma homochroa
Hexatoma homochroa är en tvåvingeart som beskrevs av Alexander 1963. Hexatoma homochroa ingår i släktet Hexatoma och familjen småharkrankar. Inga underarter finns listade i Catalogue of Life.